# Chitry-les-Mines
Chitry-les-Mines è un comune francese di 238 abitanti situato nel dipartimento della Nièvre nella regione della Borgogna-Franca Contea.

## Società

### Evoluzione demografica
Abitanti censiti